# Operator adjunct
În matematică, în special în teoria operatorilor⁠(d), fiecare operator liniar {\displaystyle A} peste un spațiu vectorial euclidian definește un operator adjunct {\displaystyle A^{*}} peste acel spațiu conform regulii:
{\displaystyle \langle Ax,y\rangle =\langle x,A^{*}y\rangle ,}
Unde {\displaystyle \langle \cdot ,\cdot \rangle } este produsul scalar al spațiului vectorial.
Adjunctul mai poate fi numit și conjugat, iar cei care sunt propriul adjunct se numesc hermitici, după Charles Hermite. Adjunctul se notează adesea cu A† în domenii precum fizica, mai ales atunci când este utilizat împreună cu notația bra-ket în mecanica cuantică. În dimensiunile finite în care operatorii sunt reprezentați prin matrice, adjunctul este dat de conjugata transpusă.
Definiția de mai sus a unui operator adjunct se extinde verbatim la operatorii liniari mărginiți⁠(d) peste spațiile Hilbert {\displaystyle H}. Definiția a fost extinsă în continuare pentru a include operatori nemărginiți dens definiți⁠(d) al căror domeniu este dens din punct de vedere topologic în — dar nu neapărat egal cu — {\displaystyle H.}

## Definiție informală
Fie o aplicație liniară {\displaystyle A:H_{1}\to H_{2}} între două spații Hilbert. Făcând abstracție de detalii, operatorul adjunct este operatorul liniar (în cele mai multe cazuri definit în mod unic). {\displaystyle A^{*}:H_{2}\to H_{1}} care îndeplinește condiția
{\displaystyle \left\langle Ah_{1},h_{2}\right\rangle _{H_{2}}=\left\langle h_{1},A^{*}h_{2}\right\rangle _{H_{1}},}
Unde {\displaystyle \langle \cdot ,\cdot \rangle _{H_{i}}} este produsul scalar din spațiul Hilbert {\displaystyle H_{i}}, care este liniar în prima coordonată și antiliniar⁠(d) în a doua coordonată. Se observă cazul special în care ambele spații Hilbert sunt identice și {\displaystyle A} este un operator pe acel spațiu Hilbert.
Când se produsul scalar este înlocuit cu împerecherea duală, se poate defini adjunctul, numit și transpusă⁠(d), al unui operator {\displaystyle A:E\to F}, Unde {\displaystyle E,F} sunt spatii Banach cu norme corespunzatoare {\displaystyle \|\cdot \|_{E},\|\cdot \|_{F}} . Aici (din nou, fără a lua în considerare detaliile), operatorul său adjunct este definit ca {\displaystyle A^{*}:F^{*}\to E^{*}} cu
{\displaystyle A^{*}f=f\circ A:u\mapsto f(Au),}
adica {\displaystyle \left(A^{*}f\right)(u)=f(Au)} pentru {\displaystyle f\in F^{*},u\in E} .
Definiția de mai sus în contextul spațiului Hilbert este de fapt doar o aplicație a cazului spațiului Banach atunci când se identifică un spațiu Hilbert cu dualul său. Atunci este firesc să se poată obține și adjunctul unui operator {\displaystyle A:H\to E}, Unde {\displaystyle H} este un spațiu Hilbert și {\displaystyle E} este un spațiu Banach. Dualul este atunci definit ca {\displaystyle A^{*}:E^{*}\to H} cu {\displaystyle A^{*}f=h_{f}} astfel încât
{\displaystyle \langle h_{f},h\rangle _{H}=f(Ah).}

## Definiție pentru operatori nemărginiți între spații Banach
Fie spațiile Banach {\displaystyle \left(E,\|\cdot \|_{E}\right),\left(F,\|\cdot \|_{F}\right)}. Fie {\displaystyle A:D(A)\to F} și {\displaystyle D(A)\subset E}, cu {\displaystyle A} un operator liniar (posibil nemărginit) dens definit⁠(d) (adică, {\displaystyle D(A)} este dens în {\displaystyle E}). Atunci adjunctul său {\displaystyle A^{*}} este definit după cum urmează. Domeniul este
{\displaystyle D\left(A^{*}\right):=\left\{g\in F^{*}:~\exists c\geq 0:~{\mbox{ for all }}u\in D(A):~|g(Au)|\leq c\cdot \|u\|_{E}\right\}} .
Acum, pentru un {\displaystyle g\in D(A^{*})} arbitrar, dar fix, se stabilește {\displaystyle f:D(A)\to \mathbb {R} } cu {\displaystyle f(u)=g(Au)} . Prin alegerea lui {\displaystyle g} și definiția lui {\displaystyle D(A^{*})}, f este (uniform) continuă pe {\displaystyle D(A)} deoarece {\displaystyle |f(u)|=|g(Au)|\leq c\cdot \|u\|_{E}} . Atunci, prin teorema Hahn-Banach⁠(d) sau, alternativ, prin extensie prin continuitate, rezultă o extensie a lui {\displaystyle f}, numită {\displaystyle {\hat {f}}} definită pe tot {\displaystyle E}. Această tehnică este necesară pentru a se obține ulterior {\displaystyle A^{*}} ca operator {\displaystyle D\left(A^{*}\right)\to E^{*}} în loc de {\displaystyle D\left(A^{*}\right)\to (D(A))^{*}.} Se observă și că aceasta nu înseamnă că {\displaystyle A} poate fi extinsă pe orice {\displaystyle E} dar extensia funcționează doar pentru anumite elemente {\displaystyle g\in D\left(A^{*}\right)}.
Acum se poate defini adjunctul lui {\displaystyle A} drept
{\displaystyle {\begin{aligned}A^{*}:F^{*}\supset D(A^{*})&\to E^{*}\\g&\mapsto A^{*}g={\hat {f}}\end{aligned}}}
Identitatea fundamentală definitorie este astfel
{\displaystyle g(Au)=\left(A^{*}g\right)(u)} pentru {\displaystyle u\in D(A).}

## Definiția pentru operatori mărginiți între spații Hilbert
Presupunem că H este un spațiu Hilbert complex, cu produs scalar {\displaystyle \langle \cdot ,\cdot \rangle }. Considerăm un operator liniar continuu A : H → H (pentru operatorii liniari, continuitatea este echivalentă cu mărginirea⁠(d)). Atunci adjunctul lui A este operatorul liniar continuu A∗ : H → H care satisface condiția
{\displaystyle \langle Ax,y\rangle =\left\langle x,A^{*}y\right\rangle \quad {\mbox{oricare ar fi }}x,y\in H.}
Existența și unicitatea acestui operator rezultă din teorema de reprezentare Riesz⁠(d).
Aceasta poate fi văzută ca o generalizare a matricei adjuncte a unei matrice pătrate care are o proprietate similară care implică produsul interior complex standard.

## Proprietăți
Următoarele proprietăți ale adjunctului de operatori mărginiți⁠(d) sunt imediate: 
1. Involutivitate : A∗∗ = A
2. Dacă A este inversabilă, atunci la fel este A∗, cu {\textstyle \left(A^{*}\right)^{-1}=\left(A^{-1}\right)^{*}}
3. Anti-liniaritate⁠(d) :
  - (A + B)∗ = A∗ + B∗
  - (λA)∗ = λA∗, unde cu λ se notează conjugatul complex al numărului complex λ
4. „Anti-distributivitate”: (AB)∗ = B∗A∗

Dacă definim norma operatorului⁠(d) A prin
{\displaystyle \|A\|_{\text{op}}:=\sup \left\{\|Ax\|:\|x\|\leq 1\right\}}
atunci
{\displaystyle \left\|A^{*}\right\|_{\text{op}}=\|A\|_{\text{op}}.} 
Mai mult,
{\displaystyle \left\|A^{*}A\right\|_{\text{op}}=\|A\|_{\text{op}}^{2}.} 
Se spune că o normă care satisface această condiție se comportă ca „valoarea cea mai mare”, extrapolând din cazul operatorilor autoadjuncți.
Mulțimea operatorilor liniari mărginiți pe un spațiu Hilbert complex H împreună cu operația adjunctă și norma operatorului formează prototipul unei algebre C*⁠(d) .

## Adjunctul de operatori nemărginiți dens definiți între spațiile Hilbert

### Definiție
Fie produsul scalar {\displaystyle \langle \cdot ,\cdot \rangle } liniar în primul argument. Un operator A dens definit⁠(d) între un spațiu Hilbert complex H și el însuși este un operator liniar al cărui domeniu D(A) este un subspațiu liniar⁠(d) dens al lui H și ale cărui valori se află în H. Prin definiție, domeniul D(A∗) al adjunctului său A∗ este mulțimea tuturor y ∈ H pentru care există un z ∈ H care satisface condiția
{\displaystyle \langle Ax,y\rangle =\langle x,z\rangle \quad {\mbox{pentru orice }}x\in D(A).}
Datorită densității lui {\displaystyle D(A)} și teoremei de reprezentare Riesz⁠(d), {\displaystyle z} este definit în mod unic și, prin definiție, {\displaystyle A^{*}y=z.}
Proprietăți 1.–5. rămân valabile cu clauze adecvate despre domenii și codomenii.  De exemplu, ultima proprietate afirmă acum că (AB)∗ este o extensie a lui B∗A∗ dacă A, B și AB sunt operatori dens definiți.

### ker A*= (im A)⊥
Pentru orice {\displaystyle y\in \ker A^{*},} funcționala liniară {\displaystyle x\mapsto \langle Ax,y\rangle =\langle x,A^{*}y\rangle } este identic zero și, prin urmare {\displaystyle y\in (\operatorname {im} A)^{\perp }.}
Reciproc, presupunerea că dacă {\displaystyle y\in (\operatorname {im} A)^{\perp }} rezultă că funcționala {\displaystyle x\mapsto \langle Ax,y\rangle } este identic zero. Deoarece funcționala este în mod evident mărginită, definiția lui {\displaystyle A^{*}} asigură că {\displaystyle y\in D(A^{*}).} Faptul că, pentru fiecare {\displaystyle x\in D(A),}{\displaystyle \langle Ax,y\rangle =\langle x,A^{*}y\rangle =0} demonstrează că {\displaystyle A^{*}y\in D(A)^{\perp }={\overline {D(A)}}^{\perp }=\{0\},} dat fiind că {\displaystyle D(A)} este dens.
Această proprietate arată că {\displaystyle \operatorname {ker} A^{*}} este un subspațiu închis topologic chiar și atunci când {\displaystyle D(A^{*})} nu este.

### Interpretare geometrică
Dacă {\displaystyle H_{1}} și {\displaystyle H_{2}} sunt spații Hilbert, atunci {\displaystyle H_{1}\oplus H_{2}} este un spațiu Hilbert cu produsul scalar
{\displaystyle {\bigl \langle }(a,b),(c,d){\bigr \rangle }_{H_{1}\oplus H_{2}}{\stackrel {\text{def}}{=}}\langle a,c\rangle _{H_{1}}+\langle b,d\rangle _{H_{2}},}
Unde {\displaystyle a,c\in H_{1}} și {\displaystyle b,d\in H_{2}.}
Fie {\displaystyle J\colon H\oplus H\to H\oplus H} aplicația simplectică⁠(d), de exemplu {\displaystyle J(\xi ,\eta )=(-\eta ,\xi ).} Atunci graficul
{\displaystyle G(A^{*})=\{(x,y)\mid x\in D(A^{*}),\ y=A^{*}x\}\subseteq H\oplus H}
al lui {\displaystyle A^{*}} este complementul ortogonal al lui {\displaystyle JG(A):}
{\displaystyle G(A^{*})=(JG(A))^{\perp }=\{(x,y)\in H\oplus H:{\bigl \langle }(x,y),(-A\xi ,\xi ){\bigr \rangle }_{H\oplus H}=0\;\;\forall \xi \in D(A)\}.}
Afirmația rezultă din echivalențele
{\displaystyle {\bigl \langle }(x,y),(-A\xi ,\xi ){\bigr \rangle }=0\quad \Leftrightarrow \quad \langle A\xi ,x\rangle =\langle \xi ,y\rangle ,}
și
{\displaystyle {\Bigl [}\forall \xi \in D(A)\ \ \langle A\xi ,x\rangle =\langle \xi ,y\rangle {\Bigr ]}\quad \Leftrightarrow \quad x\in D(A^{*})\ \&\ y=A^{*}x.}

#### Corolare

##### A*este închis
Un operator {\displaystyle A} este închis dacă graficul {\displaystyle G(A)} este închis topologic în {\displaystyle H\oplus H.} Graficul {\displaystyle G(A^{*})} al operatorului adjunct {\displaystyle A^{*}} este complementul ortogonal al unui subspațiu și, prin urmare, este închis.

##### A*este dens definit ⇔ A este nemărginit
Un operator {\displaystyle A} este nemărginit dacă închiderea topologică {\displaystyle G^{\text{cl}}(A)\subseteq H\oplus H} a graficului {\displaystyle G(A)} este graficul unei funcții. Întrucât {\displaystyle G^{\text{cl}}(A)} este un subspațiu liniar (închis), cuvântul „funcție” poate fi înlocuit cu „operator liniar”. Pentru același motiv, {\displaystyle A} este nemărginit dacă și numai dacă {\displaystyle (0,v)\notin G^{\text{cl}}(A)} cu condiția {\displaystyle v\neq 0.}
Adjunctul {\displaystyle A^{*}} este dens definit dacă și numai dacă {\displaystyle A} este nemărginit. Aceasta rezultă din faptul că, pentru orice {\displaystyle v\in H,}
{\displaystyle v\in D(A^{*})^{\perp }\ \Leftrightarrow \ (0,v)\in G^{\text{cl}}(A),}
ceea ce, la rândul său, se demonstrează prin următorul lanț de echivalențe:
{\displaystyle {\begin{aligned}v\in D(A^{*})^{\perp }&\Longleftrightarrow (v,0)\in G(A^{*})^{\perp }\Longleftrightarrow (v,0)\in (JG(A))^{\text{cl}}=JG^{\text{cl}}(A)\\&\Longleftrightarrow (0,-v)=J^{-1}(v,0)\in G^{\text{cl}}(A)\\&\Longleftrightarrow (0,v)\in G^{\text{cl}}(A).\end{aligned}}}

##### A**= Acl
Închiderea {\displaystyle A^{\text{cl}}} a unui operator {\displaystyle A} este operatorul al cărui grafic este {\displaystyle G^{\text{cl}}(A)} dacă acest grafic reprezintă o funcție. Ca mai sus, cuvântul „funcție” poate fi înlocuit cu „operator”. În plus, {\displaystyle A^{**}=A^{\text{cl}},} ceea ce înseamnă că {\displaystyle G(A^{**})=G^{\text{cl}}(A).}
Pentru a demonstra acest lucru, se observă că {\displaystyle J^{*}=-J,} adică {\displaystyle \langle Jx,y\rangle _{H\oplus H}=-\langle x,Jy\rangle _{H\oplus H},} pentru orice {\displaystyle x,y\in H\oplus H.} Într-adevăr,
{\displaystyle {\begin{aligned}\langle J(x_{1},x_{2}),(y_{1},y_{2})\rangle _{H\oplus H}&=\langle (-x_{2},x_{1}),(y_{1},y_{2})\rangle _{H\oplus H}=\langle -x_{2},y_{1}\rangle _{H}+\langle x_{1},y_{2}\rangle _{H}\\&=\langle x_{1},y_{2}\rangle _{H}+\langle x_{2},-y_{1}\rangle _{H}=\langle (x_{1},x_{2}),-J(y_{1},y_{2})\rangle _{H\oplus H}.\end{aligned}}}
În special, pentru orice {\displaystyle y\in H\oplus H} și orice subspațiu {\displaystyle V\subseteq H\oplus H,}{\displaystyle y\in (JV)^{\perp }} dacă și numai dacă {\displaystyle Jy\in V^{\perp }.} Prin urmare, {\displaystyle J[(JV)^{\perp }]=V^{\perp }} și {\displaystyle [J[(JV)^{\perp }]]^{\perp }=V^{\text{cl}}.} Înlocuind {\displaystyle V=G(A),} se obține {\displaystyle G^{\text{cl}}(A)=G(A^{**}).}

##### A*= (Acl)*
Pentru un operator nemărginit {\displaystyle A,}{\displaystyle A^{*}=\left(A^{\text{cl}}\right)^{*},} ceea ce înseamnă că {\displaystyle G(A^{*})=G\left(\left(A^{\text{cl}}\right)^{*}\right).} Într-adevăr,
{\displaystyle G\left(\left(A^{\text{cl}}\right)^{*}\right)=\left(JG^{\text{cl}}(A)\right)^{\perp }=\left(\left(JG(A)\right)^{\text{cl}}\right)^{\perp }=(JG(A))^{\perp }=G(A^{*}).}

### Contraexemplu în care adjunctul nu este dens definit
Fie {\displaystyle H=L^{2}(\mathbb {R} ,l),} unde {\displaystyle l} este măsura liniară. Se alege o funcție măsurabilă, mărginită, neidentic zero {\displaystyle f\notin L^{2},} și {\displaystyle \varphi _{0}\in L^{2}\setminus \{0\}.} Se definește
{\displaystyle A\varphi =\langle f,\varphi \rangle \varphi _{0}.}
Rezultă că {\displaystyle D(A)=\{\varphi \in L^{2}\mid \langle f,\varphi \rangle \neq \infty \}.} Subspațiul {\displaystyle D(A)} conține toate funcțiile {\displaystyle L^{2}} cu suport compact. Întrucât {\displaystyle \mathbf {1} _{[-n,n]}\cdot \varphi \ {\stackrel {L^{2}}{\to }}\ \varphi ,}{\displaystyle A} este dens definit. Pentru orice {\displaystyle \varphi \in D(A)} și {\displaystyle \psi \in D(A^{*}),}
{\displaystyle \langle \varphi ,A^{*}\psi \rangle =\langle A\varphi ,\psi \rangle =\langle \langle f,\varphi \rangle \varphi _{0},\psi \rangle =\langle f,\varphi \rangle \cdot \langle \varphi _{0},\psi \rangle =\langle \varphi ,\langle \varphi _{0},\psi \rangle f\rangle .}
Prin urmare, {\displaystyle A^{*}\psi =\langle \varphi _{0},\psi \rangle f.} Definiția operatorului adjunct necesită ca {\displaystyle \mathop {\text{Im}} A^{*}\subseteq H=L^{2}.} Întrucât {\displaystyle f\notin L^{2},} acest lucru este posibil numai dacă {\displaystyle \langle \varphi _{0},\psi \rangle =0.} Din acest motiv, {\displaystyle D(A^{*})=\{\varphi _{0}\}^{\perp }.} Prin urmare, {\displaystyle A^{*}} nu este dens definit și este identic zero pe {\displaystyle D(A^{*}).} Ca urmare, {\displaystyle A} este nemărginit și nu are al doilea adjunct {\displaystyle A^{**}.}

## Operatori hermitici
Un operator mărginit⁠(d) A : H → H se numește hermitic sau autoadjunct⁠(d) dacă
{\displaystyle A=A^{*}}
care este echivalent cu
{\displaystyle \langle Ax,y\rangle =\langle x,Ay\rangle {\mbox{ pentru orice }}x,y\in H.} 
Într-un anumit sens, acești operatori joacă rolul numerelor reale (sunt egali cu propriul lor „conjugat complex”) și formează un spațiu vectorial real. Ei servesc drept model de observabile⁠(d) cu valori reale în mecanica cuantică.

## Adjuncții operatorilor antiliniari
Pentru un operator antiliniar⁠(d), definiția adjunctului trebuie ajustată pentru a compensa conjugarea complexă. Un operator adjunct al operatorului antiliniar A pe un spațiu Hilbert complex H este un operator antiliniar A∗ : H → H cu proprietatea:
{\displaystyle \langle Ax,y\rangle ={\overline {\left\langle x,A^{*}y\right\rangle }}\quad {\text{pentru orice }}x,y\in H.}

## Alți adjuncți
Ecuația
{\displaystyle \langle Ax,y\rangle =\left\langle x,A^{*}y\right\rangle }
este formal similară cu proprietățile definitorii ale perechilor de functori adjuncți⁠(d) din teoria categoriilor, care de aici și-au luat și numele.